# Gorda
Gorda, även bodega butt eller sherry butt, är benämningen på större fat (600-700 liter), oftast tillverkade av amerikansk ek. Används främst för att lagra sherry, men ibland även för whisky. I det senare fallet vanligen för så kallad marrying av vatted malt.